# Sint-Jan van Lateranen

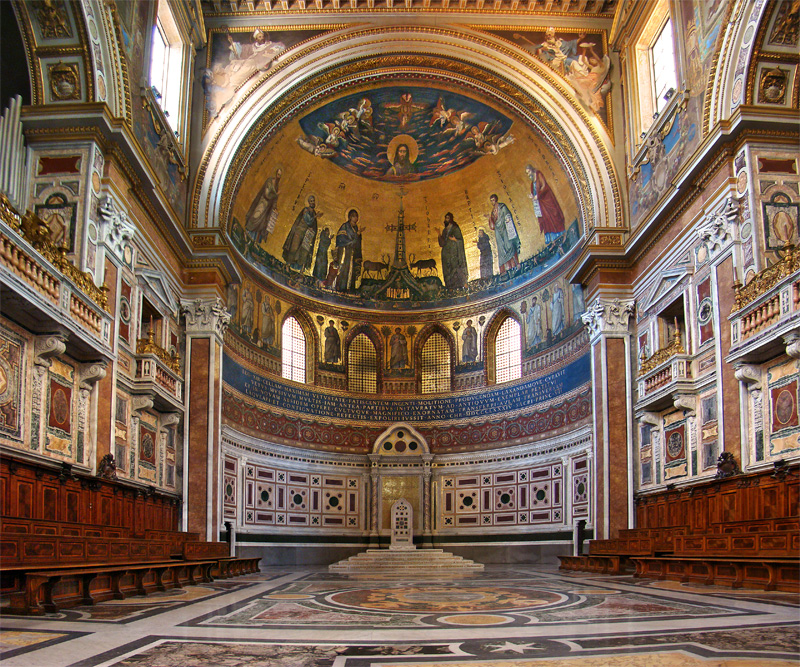
Apsis van de Sint-Jan van Lateranen met pauselijke cathedra

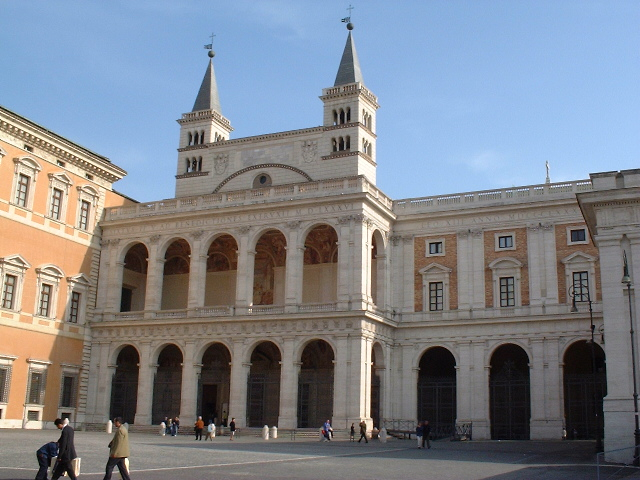
De Loggia delle Benedizioni aan de achterzijde van de Sint-Jan van Lateranen

De Pauselijke Aartsbasiliek van Sint-Jan van Lateranen (Italiaans: Arcibasilica Papale di San Giovanni in Laterano), ook Aartsbasiliek van de Allerheiligste Verlosser genoemd, is een basiliek aan de Piazza di San Giovanni in Laterano, dicht bij het Lateraans Paleis in de Italiaanse hoofdstad Rome. De basiliek is een van de zeven pelgrimskerken van Rome en de oudste en in kerkelijke rang voornaamste van de vier pauselijke basilieken in Rome.

## Geschiedenis
Keizer Constantijn de Grote stichtte de basiliek ter gelegenheid van het Edict van Milaan in 313. Hiermee is het het oudste publieke kerkgebouw van Rome. De kerk werd gesticht ter ere van de Verlosser (Basilica Salvatoris). De huidige naam stamt uit de 7e eeuw toen paus Gregorius de Grote de kerk ook aan Johannes de Doper en Johannes de Evangelist liet toewijden. Met een lengte van 100 meter en een breedte van 65 meter was deze kerk ook voor Romeinse begrippen een grote basiliek. De inwijding had plaats in 324. In 869 werd dit gebouw door een aardbeving vernietigd. Daarna teisterden twee grote branden de basiliek in de 14e eeuw. Hierdoor is er van de oorspronkelijke basiliek weinig overgebleven. Uitzonderingen hierop zijn onderdelen in het interieur en de 13e eeuwse kruisgang. 
Het huidige gebouw dateert van 1650. In dit jaar werd door paus Innocentius X aan de architect Francesco Borromini ter ere van het heilig jaar de opdracht gegeven om van de vervallen en talloze malen herbouwde oude middeleeuwse kerk een moderne kerk te maken. Borromini liet de plattegrond en structuur van de oorspronkelijke kerk intact en ontwierp hierop gebaseerd de huidige barokke kerkruimte. Het houten plafond uit de oude basiliek, dat van paus Innocentius X bewaard moest blijven zorgt hierdoor voor een contrast. Het gotische baldakijn boven het hoogaltaar uit de 14e eeuw bleef eveneens bewaard. Volgens een traditie bevat dit baldakijn de schedels van de apostelen Petrus en Paulus. Het interieur kenmerkt zich tevens door enorme beelden van de twaalf apostelen die in het middenschip zijn geplaatst in het begin van de achttiende eeuw. In 1733-1736 werd de huidige kenmerkende voorgevel toegevoegd door Alessandro Galilei. In 1886 liet paus Leo XIII ten slotte het koor vergroten. 
Vroeger zetelde de paus in deze basiliek maar deze functie is in de middeleeuwen overgenomen door de Sint-Pietersbasiliek in Vaticaanstad. Sinds 1929 is de Sint-Jan met het bijbehorende Lateraans Paleis, de voormalige residentie van de paus, in het bezit van de Heilige Stoel.

### Kathedraal van Rome en hoofdkerk van de wereldkerk
Voor Rooms-katholieke kerk heeft de Sint-Jan van Lateranen een bijzondere betekenis. Als bisschopskerk (kathedraal) van het bisdom Rome, waar de paus bisschop van is, is zij formeel de hoofdkerk van de wereldkerk (en als zodanig in rang hoger dan de Sint-Pietersbasiliek).
Deze betekenis staat te lezen op de gevel van de kerk. Daarop staat "Sacrosancta lateranensis ecclesia omnium urbis et orbis ecclesiarum mater et caput" (Allerheiligste kerk van Lateranen, moeder en hoofd van alle kerken van de stad en van de wereld).
Het feest van de wijding van de basiliek op 9 november wordt dan ook in de gehele Latijnse kerk als hoogfeest gevierd. Als dit hoogfeest op een zondag valt, heeft dit voorrang op de gewone zondagsliturgie.

### Basilica major
De kerk heeft de titel van basilica maior. Daarmee is de Sint-Jan van Lateranen een van de vier pauselijke basilieken van Rome. De andere zijn de Santa Maria Maggiore, de Sint-Paulus buiten de Muren en de Sint-Pieter.

## Gebouw en kunstwerken
De basiliek uit 1650 van Borromini bestaat uit een schip met aan weerszijden twee zijbeuken. De achterliggende gebouwen werden gedurende een periode door de paus als verblijven gebruikt.

### Kunstwerken

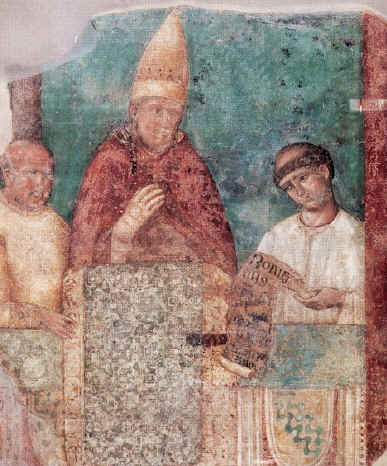
Paus Bonifatius VIII wijdt het jubeljaar 1300 in, fresco van Giotto

Onder de vele kunstwerken die de basiliek versieren zijn er enkele van Vlaamse kunstenaars. In het transept links vooraan staat het beeld van Moses van Gillis van den Vliete en het beeld van Melchisedec van Nicolas Mostaert. Giotto heeft ook verschillende fresco's en mozaïeken in deze basiliek achtergelaten. De bronzen deuren van het hoofdportaal van de kerk zijn aanzienlijk ouder dan de basiliek zelf. Zij komen uit de Curia Julia aan het Forum Romanum. naast deze deuren is een Heilige Deur die alleen in een heilig jaar opengaat.

### Pausgraven
In de basiliek zijn nog zes bestaande graven van pausen aanwezig. De pausen Alexander III, Sergius IV, Clemens XII, Martinus V (voor het altaar), Innocentius III en Leo XIII liggen allen in de basiliek begraven. Leo XIII was jarenlang de laatste paus die niet in de Sint Pietersbasiliek werd begraven, tot in 2025 paus Franciscus werd begraven in de Santa Maria Maggiore. Twaalf eerdere pausgraven zijn door brand in de 14e eeuw verloren gegaan en in een verzamelgraf herbegraven.

## Patronen
De kerk is opgedragen aan Jezus Christus zelf. Maar ook is zij toegewijd aan Johannes de Doper en Johannes de Evangelist.

### Baptisterium
Aan de achterzijde van de kerk bevindt zich een vrijstaand baptisterium (doopkapel) uit de 5e eeuw.

### Scala Santa
In het plein tegenover de Sint-Jan van Lateranen bevindt zich de Heilige Trap of Scala San(c)ta, die Christus tijdens zijn proces zou hebben beklommen. De oorspronkelijke trap is met hout bekleed en mag niet met voeten worden betreden. De trap leidt naar het Heilige der Heiligen en wordt als een vorm van boetedoening op de knieën beklommen.